# Luis Robles Díaz
Luis Robles Díaz (El Grullo, 6 marzo 1938 – Roma, 7 aprile 2007) è stato un arcivescovo cattolico messicano.

## Biografia
Luis Robles Díaz nacque a El Grullo, nello stato di Jalisco, il 6 marzo 1938.

### Formazione e ministero sacerdotale
Il 14 aprile 1963 fu ordinato presbitero per la diocesi di Autlán. Nello stesso anno, su richiesta del suo vescovo, si trasferì per studi a Roma, dove conseguì la licenza in diritto canonico. Nel 1967 entrò nel servizio diplomatico della Santa Sede e fu assegnato alla nunziatura apostolica in Honduras, dove lavorò come assistente dell'allora nunzio in Honduras e Nicaragua Lorenzo Antonetti. Nel 1970 venne trasferito nella nunziatura in Sudafrica. Altre destinazioni successive furono l'Etiopia e lo Sri Lanka. Alla fine degli anni '70 tornò in America Latina come consigliere di nunziatura in Ecuador e Colombia.

### Ministero episcopale
Il 16 febbraio 1985 papa Giovanni Paolo II lo nominò arcivescovo titolare di Stefaniaco e pro-nunzio apostolico in Sudan e delegato apostolico nella Regione del Mar Rosso. Ricevette l'ordinazione episcopale il 9 aprile successivo ad Autlán, nella sua chiesa battesimale, dall'arcivescovo di Città del Messico Ernesto Corripio y Ahumada, co-consacranti il vescovo di Autlán José Maclovio Vásquez Silos e quello di Colima José Fernández Arteaga.
Il 13 marzo 1990 venne trasferito all'incarico di pro-nunzio in Uganda, dove nel 1995 accolse il pontefice nel suo viaggio in Africa. Il 6 marzo 1999 venne nominato nunzio apostolico a Cuba. Robles era a quel tempo l'unico diplomatico messicano di carriera al servizio della Curia romana e il primo e unico nunzio apostolico messicano.
Il 4 ottobre 2003 fu chiamato a succedere al vescovo spagnolo Cipriano Calderón Polo in qualità di vicepresidente della Pontificia commissione per l'America Latina. Fu il primo latino-americano al vertice di quel dicastero ed era uno stretto collaboratore dell'allora presidente Giovanni Battista Re. La commissione è responsabile del coordinamento delle attività del Vaticano in America Latina.
Nel dicembre 2005 accompagnò il cardinale Re in Germania per leggere un messaggio del Papa all'Organizzazione episcopale per l'America Latina ADVENIAT. Qui, i due visitarono anche la miniera di carbone Prosper-Haniel di Bottrop, già visitata nel 1987 da papa Giovanni Paolo II. Benedissero anche la Via Crucis sulla collina di Halde Haniel.
Poco prima della sua morte, stava curando i preparativi per la V Conferenza generale dell'Episcopato dell'America Latina e dei Caraibi (CELAM) in programma ad Aparecida dal 14 al 31 maggio 2007. Anche papa Benedetto XVI avrebbe poi visitato l'assemblea come parte del suo viaggio in America Latina. Poco dopo il ritorno da una riunione preparatoria con il presidente del Consiglio episcopale latinoamericano a Bogotà, il mercoledì delle ceneri, fu ricoverato in un ospedale romano e morì dopo diversi attacchi di cuore il 7 aprile 2007, sabato santo. Le esequie si tennero l'11 aprile 2007 nella cappella del coro della basilica di San Pietro in Vaticano e furono presiedute dai cardinali Tarcisio Bertone e Giovanni Battista Re. Come da sua volontà, la salma fu poi trasferita in Messico e sepolta nella chiesa della Vergine di Guadalupe a El Grullo.
Il suo successore come vicepresidente della Pontificia commissione per l'America Latina fu l'arcivescovo José Octavio Ruiz Arenas.
Luis Robles Díaz parlava, oltre allo spagnolo e all'italiano, francese, inglese e tedesco. Chi lo ha conosciuto lo ricorda come benvoluto e sottolinea la sua natura modesta e simpatica.

## Genealogia episcopale e successione apostolica
La genealogia episcopale è:
- Cardinale Scipione Rebiba
- Cardinale Giulio Antonio Santori
- Cardinale Girolamo Bernerio, O.P.
- Arcivescovo Galeazzo Sanvitale
- Cardinale Ludovico Ludovisi
- Cardinale Luigi Caetani
- Cardinale Ulderico Carpegna
- Cardinale Paluzzo Paluzzi Altieri Degli Albertoni
- Papa Benedetto XIII
- Papa Benedetto XIV
- Cardinale Enrique Enríquez
- Arcivescovo Manuel Quintano Bonifaz
- Cardinale Buenaventura Córdoba Espinosa de la Cerda
- Cardinale Giuseppe Maria Doria Pamphilj
- Papa Pio VIII
- Papa Pio IX
- Arcivescovo José María Ignacio Montes de Oca y Obregón
- Arcivescovo Próspero María Alarcón y Sánchez de la Barquera
- Arcivescovo Leopoldo Ruiz y Flóres
- Arcivescovo Luis María Altamirano y Bulnes
- Arcivescovo Octaviano Márquez y Tóriz
- Cardinale Ernesto Corripio y Ahumada
- Arcivescovo Luis Robles Díaz

La successione apostolica è:
- Vescovo Macram Max Gassis, M.C.C.I. (1988)
- Vescovo Deogratias Muganwa Byabazaire (1990)